# Ramon Vilaró i Galceran
Ramon Vilaró i Galceran (Guissona, Segarra, 1897 — Rubí, Vallès Occidental, 1967) fou un veterinari català.
S'especialitzà en bestiar porcí. Fou secretari del Col·legi Oficial de Veterinaris de Catalunya i redactor del butlletí La Veterinaria Catalana que publicava el col·legi. També presidí la secció d'art i cultura de l'Acadèmia de Ciències Veterinàries de Barcelona. Fou veterinari municipal de Rubí i tingué una activitat destacada en el camp cultural d'aquesta població. Treballà, també, com a tècnic de l'Instituto Llorente. Publicà diverses obres com Producción y consumo de carne en Cataluña (1933) o Vida i ventura del veterinario rural (1957).